# Grande Prémio de Conto Camilo Castelo Branco
Instituído em 1991, ao abrigo de um protocolo entre a Câmara Municipal de Vila Nova de Famalicão e a Associação Portuguesa de Escritores, o Grande Prémio de Conto Camilo Castelo Branco destina-se a galardoar anualmente uma obra em língua portuguesa, de um autor  português ou natural de um  país africano de expressão portuguesa, publicada em livro e em 1.ª edição no ano anterior ao da sua entrega.

## Escritores e obras premiadas[2]
- 1991 – Mário de Carvalho, Quatrocentos Mil Sestércios seguido de O Conde Jano
- 1992 – Teresa Veiga, História da Bela Fria
- 1993 – Maria Isabel Barreno, Os Sensos Incomuns
- 1994 – Maria Velho da Costa, Dores
- 1995 – Maria Judite de Carvalho, Seta Despedida
- 1996 – Miguel Miranda, Contos à Moda do Porto
- 1997 – Luísa Costa Gomes, Contos Outra Vez
- 1998 – José Jorge Letria, A Mão Esquerda de Cervantes
- 1999 – José Eduardo Agualusa, Fronteiras Perdidas
- 2000 – José Viale Moutinho, Cenas de Vida de um Minotauro
- 2001 – António Mega Ferreira, A Expressão dos Afectos
- 2002 – Teolinda Gersão, Histórias de Ver e Andar
- 2003 – Urbano Tavares Rodrigues, A Estação Dourada
- 2004 – Manuel Jorge Marmelo, O Silêncio de um Homem Só
- 2005 – Paulo Kellerman, Gastar Palavras
- 2006 – Gonçalo M. Tavares, Água, Cão, Cavalo, Cabeça
- 2007 – Ondjaki, Os da minha rua
- 2008 – Teresa Veiga, Uma Aventura Secreta do Marquês de Bradomín
- 2009 – Afonso Cruz, Enciclopédia da Estória Universal
- 2010 – A. M. Pires Cabral, O Porco de Erimanto e outras fábulas
- 2011 – Eduardo Palaio, Caixa Baixa[3]
- 2013 – Mário de Carvalho, A Liberdade de Pátio
- 2014 – Hélia Correia, Vinte Degraus e Outros Contos
- 2016 - Teresa Veiga, Gente melancolicamente louca[4]
- 2017 - Teolinda Gersão, Prantos, Amores e Outros Desvarios
- 2018 - Ana Margarida de Carvalho, Pequenos Delírios Domésticos
- 2019 - José Viale Moutinho, Monstruosidades do Tempo do Infortúnio
- 2020 - Francisco Duarte Mangas, Pavese no Café Ceuta
- 2021 - Bruno Vieira de Amaral, Uma ida ao Motel e outras histórias